# Октябрьский (Ямало-Ненецкий автономный округ)
Октябрьский — упразднённый посёлок в составе городского округа Лабытнанги Ямало-Ненецкого автономного округа России. Исключен из учётных данных в 2006 году.

## География
Располагался на правом берегу протоки Вылпосл, в 4,5 км (по-прямой) к северо-востоку от города Лабытнанги.

## Население
| 1989 | 2002 |
| ---- | ---- |
| 23   | ↘3   |

По переписи 1989 года в посёлке проживало 23 человека (11 мужчин и 12 женщин). По итогам переписи 2002 года проживало 3 человека (2 мужчин и 1 женщина), в национальной структуре населения изьватас составляли 100 %.

## Современное состояние
В настоящее время на месте посёлка расположен одноимённый горно-лыжный курорт.